# Ярмарка
Я́рмарка, Ярмонка (от пол. jarmark, что от ср.-в.-нем. Jahrmarkt — ежегодный торг) — регулярные празднично-образовательно-деловые события года, торжища широкого значения, организуемые в традиционно определённом месте. 
«Ярмарка — осуществление оптовой, розничной торговли, заключение договоров подряда, возмездного оказания услуг и других договоров в определённом месте и в определённое время, информация о которых заранее доведена в публичном порядке до участников (продавцов, подрядчиков, исполнителей, покупателей, заказчиков) с демонстрацией или без неё. Торговая ярмарка (Trade Fair, Messe, Foire) — краткосрочное, периодически и, в основном, в одном и том же месте проводимое мероприятие, в рамках которого большое количество предприятий (экспоненты) с помощью образцов (экспонатов) представляют объективный масштаб товаров/услуг одной или нескольких отраслей, с тем, чтобы посетитель-коммерсант получил ясное представление об их предпринимательских возможностях, тогда как экспонент при помощи экспонируемых товаров, прежде всего, стремится распространить информацию о своей фирме и её продукции и заключить прямые торговые сделки».

## История
Важным периодом в становлении ярмарок является первая половина XII века. В это время ярмарки получили широкое распространение во Франции, Англии, Швейцарии, Священной Римской империи. До того времени в крупных центрах Ближнего Востока местные ярмарки проводились во время больших религиозных праздников.
В Китае ярмарки приурочивались к религиозным праздникам с XII века до н. э. Они проводились также во время Олимпийских игр в Древней Греции и были регулярными в эпоху Римской империи.
Вероятно, первой известной в Западной Европе стала ярмарка в Сен-Дени под Парижем в 629 году, но к X веку они уже стали повсеместным явлением.
В средневековье ярмарки были одним из важнейших событий в обществе, не только потому, что на них продавались разные товары, но и потому, что купцы приезжали из разных городов, оставались в городе продолжительное время и тратили часть вырученных средств в хостелах, магазинах и т. д. Также люди могли обменяться новостями из отдалённых регионов. На ярмарках присутствовали гадалки, музыканты, трубадуры и т. д. Таким образом, ярмарка была ещё развлекательным центром для людей.
С чрезмерным искусственным стимулированием развития рыночной экономики, ярмарки из центров торговли превратились в выставки посредственных образцов.
Изначально ярмарки проводились для создания нового поселения или города, установления межродовых и народных связей. Вокруг ярмарочных площадей, на средства от торговли, строились храмы, стадионы, театры, кремль и культурные сооружения для народных гуляний. Располагались ярмарки на пересечении торговых путей и дорог. Ярмарки — основное место народной культуры, который создавал и утверждал праздничные, образовательные и деловые программы развития поселений, городов, государств и их союзов.
Ярмарки и по сей день — самый эффективный усилитель любого уровня, форм или фрагмента экономики. Ярмарки являются изначальным и полноценным форматом практики любого вида деятельности, создают наиболее концентрированную празднично-образовательно-деловую среду для создания и открытия новых знаний, совершенствования умений и навыков в любом виде человеческой деятельности.
Все страны-лидеры в выставочно-ярмарочной деятельности — лидеры и в экономике в целом на своих континентах: США, Бразилия, ЮАР, Германия, Китай. До XX века лидером выставочно-ярмарочной деятельности была Российская империя. 
Все межродовые группы, объединения, организации, предприятия вышли прямо или косвенно (появились в результате взаимодействия групп напрямую вышедших из ярмарки) из ярмарочной среды и являются её преемниками. Проведение ярмарок регулировалось городским правом, хотя изначально городское право создавалось и утверждалось на ярмарках.
Становление ярмарок имеет свою многовековую историю. Становление ярмарочной деятельности стимулировало возникновение в структуре экономики уровней базаров и рынков.
Ярмарка имеет универсальное прикладное назначение, посредством торговли — ключевого промысла связывающего рода в народ, даёт импульс для развития признаваемых народом специализаций, профессий или ремёсел. На ярмарках получали народное признание деятели всех видов творчества, искусства, промыслов и ремёсел: купцы торговцы, певцы, борцы, ремесленники в различных видах деятельности. Только после признания народом на ярмарке, специалист в каком-либо деле, ремесленник признавался мастером и получал право набирать учеников и преподавать.
Специализированными мероприятиями, составляющими ярмарки, являются: фестивали, выставки (промышленная выставка, всемирная выставка), олимпиады, аукционы, биржи и другие форматы концентрированной публичной деятельности, которые могут проводиться как отдельное мероприятие и относиться к базарному уровню экономики.
Базары усиливали интерес к открытым и созданным на ярмарке основам (базе, традициям), тиражировали признанное на ярмарке — вводили в обиход на рынок, а рынки удовлетворяли спрос, созданный ярмаркой и усиленный базарами. Существует пословица: «Где двое — рынок, где трое — базар, где семеро — ярмарка».
Специализированными ярмарочными мероприятиями создавали спрос на новые изделия и услуги, превращая их в товар — то, что легко и систематически сбывается в значительных количествах, обменивается на другие ценности, в том числе на деньги.
Хотя сами по себе рыночные (посредственные) отношения, в отличие от ярмарочных отношений, не способны создавать новый спрос, новые средства и не могут быть причиной полноценных отношений. Ярмарочные стандарты — это образцы ярких, выдающихся марок, лучших решений, эффективных технологий, уникальных услуг, в отличие от посредственных образцов рыночной части экономики.
В настоящее время многие ярмарки проводятся в рамках тех или иных выставочных мероприятий. В отличие от обычной выставки, посетители ярмарки часто имеют возможность сразу купить понравившиеся им экспонаты. В настоящее время наиболее часто ярмарка рассматривается как кратковременное мероприятие, периодически проводимое, как правило, в одном и том же месте, в целях привлечения значительного числа фирм нескольких отраслей, представляющих образцы своих товаров для их демонстрации, ознакомления и заключения торговых сделок. При этом покупателями на ярмарках являются как представители оптовой торговли так и конечные потребители. В настоящее время безусловным лидером по числу проводимых ярмарок и их посещаемости является Западная Европа. Каждый шестой житель стран ЕС ежегодно посещает ярмарку. При этом лидирующее положение в ярмарочной деятельности принадлежит ФРГ. Это государство располагает примерно 2 млн м² ярмарочной площади, где можно разместить до 80 тысяч экспонатов и что позволяет принять около 7 миллионов посетителей в год. Примерно четверть указанной площади находится в городе Ганновере (489 900 м²).
В то же время сохранились традиционные ярмарки — например, ярмарки выездной торговли по выходным дням.

## В России

### Московские ярмарки

#### Ярмарки выходного дня
Ярмарки выходного дня регулярно организуются префектурой административного округа города Москвы в установленном месте. Они проводятся в пятницу, субботу и воскресенье. На ярмарках выходного дня допускается продажа сельскохозяйственной продукции и продовольственных товаров, произведённых на территории государств-членов Таможенного союза.

#### Региональные ярмарки
Региональные ярмарки организуются периодически или разово. Они проводятся исполнительными органами государственной власти или органами местного самоуправления иных субъектов Российской Федерации, органами исполнительной власти иных государств-членов Таможенного союза совместно с префектурами административных округов города Москвы в установленном месте. На региональных ярмарках допускается продажа сельскохозяйственной продукции, продовольственных и непродовольственных товаров лёгкой промышленности, произведённых на территории государств-членов Таможенного союза, изделий народных художественных промыслов, продукции ремесленничества и иных товаров.

#### Специализированные ярмарки
Специализированные ярмарки организуются периодически или разово. Они проводятся исполнительными органами государственной власти города Москвы, юридическими лицами, индивидуальными предпринимателями. На специализированных ярмарках не менее 80 % мест предназначено для продажи товаров одного класса в соответствии с Общероссийским классификатором продукции или товаров одного региона происхождения либо товаров, связанных единой тематикой.
Ярмарки вакансий

"Съезд представителей различных организаций для получения или предложения информации об имеющихся или ожидаемых вакансиях, условий заключения контрактов рабочих и служащих, о социальных льготах и гарантиях, предоставляемых работникам".

### Крупнейшие ярмарки царской России
- Казанская — крупнейшая мировая ярмарка до середины XVI века;
- Мологская — крупнейшая ярмарка верхнего Поволжья рубежа XIV — XVI веков;
- Макарьевская (у Макарьевского Желтоводского монастыря; возникла в XVI веке);
- Нижегородская (заменила Макарьевскую с 1817 г.);
- Маргаритинская ярмарка — в г. Архангельске в XVI—XVII веках крупнейшая международная ярмарка в России, ежегодные таможенные поступления с которой, вплоть до основания Санкт-Петербурга, в среднем составляли до 2⁄3 всех денежных доходов государственной казны;
- Алексеевская в Котельниче (ныне Кировской области);
- Ирбитская (возникла в 1680-е годы на Урале)[11];
- Иваново-Крестовская;
- Ишимская;
- Успенская (Новая Ладога);
- Меновническая (вблизи Оренбурга);
- Верхнеудинская — крупнейшая за Байкалом ярмарка. Проводилась с 1780 года;
- Ростовские ярмарки — три крупные ярмарки, проводимые в Ростове-на-Дону в 1860-х годах;
- Атбасарская вблизи города Атбасар (Акмолинская область Казахстана);
- Кояндинская (Средняя Азия);
- Каркаринская (Средняя Азия).